# إريك جاما
إريك جاما (مواليد 1961 في زيورخ) هو عالم كمبيوتر سويسري.
كان أحد أفراد عصابة الأربعة البرمجية وهم مؤلفي كتاب هندسة البرمجيات المؤثر، أنماط التصميم: عناصر البرامج الموجهة للكائنات القابلة لإعادة الاستخدام.
وهو خبير في محرر تطوير أكليبس جافا، وشارك مع كينت بيك في كتابة إطار عمل اختبار برمجي جي يونت الذي ساعد في إنشاء التطوير القائم على الاختبار وأثر على صناعة البرمجيات بأكملها. كما قاد تصميم أدوات تطوير جافا (JDT) الخاصة بمنصة إكليبس، وعمل في مشروع IBM Rational Jazz.
في عام 2011 انضم إلى فريقمايكروسوفت فيجوال ستوديو وقاد مختبر تطوير في زيورخ، سويسرا، قام بتطوير مجموعة مكونات «موناكو» للتطوير القائم على المتصفح، الموجودة في منتجات مثلمايكروسوفت فيجوال ستوديو s (سابقًا Visual Studio Online)،فيجوال ستوديو كود و Azure Mobile Services ومواقع Azure Web وأدوات Office 365 Development.

## أهم أعماله
- أنماط التصميم: عناصر البرامج الموجهة للكائنات القابلة لإعادة الاستخدام.
- إطار عمل اختبار برنامج جي يونت

## جوائز
- حاز على جائزة ACM في نظم البرمجيات
- جائزة الاستحقاق في لغات البرمجة [3]

## روابط خارجية
- إريك جاما على موقع إن إن دي بي (الإنجليزية)
- حساب جيثب
- أعمال بواسطة إريك جاما في المكتبة المفتوحة على أرشيف الإنترنت